# Грація Деледда
Грація Деледда (італ. Grazia Deledda; 27 вересня 1871, Нуоро, Сардинія — 15 серпня 1936, Рим) — італійська письменниця, лауреатка Нобелівської премії з літератури 1926 року.

## Біографія
Грація Деледда народилась 27 вересня, 1871 в Нуорона Сардинії в сім'ї землевласника Джованні Антоніо Деледда і Франчески Камбосу, будучи четвертою із семи братів і сестер. Вона відвідувала початкову школу (мінімум, необхідний на той час), а потім навчалася у приватного вчителя (гість одного з її родичів) і перейшла до вивчення літератури самостійно. Саме в цей час вона почала проявляти інтерес до написання коротких романів, переважно натхненних життям сардинських селян та їхньою боротьбою. Її вчитель заохочував її написати свої твори в газету, і в 13 років її перше оповідання було опубліковано в місцевому журналі мод «L'ultima moda». Деякі з ранніх творів Деледди були опубліковані в модному журналі L'ultima moda між 1888 і 1889 роками. У 1890 році Тревізані опублікувала Nell'azzurro (В синьому), її першу збірку оповідань. Основною увагою Деледди було відображення бідності та боротьби, пов’язаної з нею, через поєднання уявних та автобіографічних елементів. Родина не дуже підтримувала її бажання писати.
Перший роман Деледди «Fiori di Sardegna» («Квіти Сардинії») був опублікований у 1892 році. У 1895 році видала твір «Чесні душі» (Anime oneste), який став досить значним для італійської літератури того часу. Її книжка «Paesaggi sardi» 1896 року, опублікована Speirani, характеризується прозою, яка містить як художню прозу, так і поезію. Приблизно в цей час Деледда почала регулярну співпрацю з газетами та журналами, зокрема La Sardegna, Piccola Rivista та Nuova Antologia. Її робота привернула значну увагу, а також зацікавила критиків. У жовтні 1899 року Деледда зустрілася в Кальярі з Пальміро Мадезані, чиновником міністерства фінансів.
У 1900 році одружилася з Пальміро Мадезані та переїхала до Рима одразу після публікації «Старого з гори» Деледди «Il vecchio della montagna» (1900). Незважаючи на народження двох її синів, Сардуса (1901) і Франческо «Франца» (1904), Деледді вдалося продовжувати плідно писати, видаючи приблизно по роману на рік.

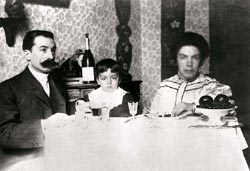
Деледда з чоловіком Пальміро та сином Сардусом, Рим, приблизно 1904 р.

У 1903 році вона опублікувала книгу «Еліас Портолу», яка мала комерційний і критичний успіх, підвищивши її репутацію як письменниці. Далі пішли Cenere («Попіл», 1904); L'edera («Плющ», 1908); Sino al confine («До кордону», 1910); Colombi e sparvieri (Голуби та горобці, 1912); і її найпопулярніша книга Canne al vento («Очерет на вітрі», 1913).
У 1916 році Сенере надихнула німого фільму з відомою італійською актрисою Елеонорою Дузе. Це був перший і єдиний раз, коли театральна артистка Дузе знялася у фільмі. Деледда була однією із авторок націоналістичного жіночого журналу Lidel, який був заснований у 1919 році.
У 1926 році Генрік Шюк, член Шведської академії, висунув Деледду на Нобелівську премію з літератури. Деледда виграла «за поетичні твори, в яких з пластичністю описує життя свого рідного острова, а також глибину підходу до людських проблем загалом». Вона була нагороджена премією на церемонії в Стокгольмі в 1926 році. Її першою реакцією на цю новину було «Già?» («Вже?»)
Перемога Деледди сприяла зростанню популярності її творів. Беніто Муссоліні, який щойно зміцнив свою владу, надіслав Деледді підписаний портрет із присвятою, де висловив своє «глибоке захоплення» письменником. Зграї журналістів і фотографів почали відвідувати її будинок у Римі. Деледда спочатку вітала їх, але згодом втомилася від уваги. Одного разу вона помітила, що її улюблена домашня ворона Чекка була помітно роздратована метушнею, коли люди постійно входили та виходили з дому. «Якщо Чекці було достатньо, то й мені», — цитує Деледда, і вона повернулася до більш буденного життя. Ці події також ускладнили надзвичайно точний графік Деледди. Її день починався з пізнього сніданку, за яким йшло читання, обід, швидкий сон та кілька годин писання перед вечерею.
Деледда продовжувала писати, навіть коли вона постарішала й стала вразливішою. Її подальші роботи, La Casa del Poeta (Будинок поета, 1930) і Sole d'Estate (Літнє сонце, 1933), вказують на більш оптимістичний погляд на життя, навіть коли вона відчувала серйозні проблеми зі здоров'ям.
Деледда померла в Римі у віці 64 років від раку грудей. La chiesa della solitudine («Церква самотності», 1936), останній роман Деледди, є напівавтобіографічним описом молодої італійської жінки, яка примиряється зі смертельною хворобою. Завершений рукопис роману Козіма був виявлений після її смерті та опублікований посмертно в 1937 році.

## Схвалення
Творчість Деледди високо оцінили письменники італійської літератури, зокрема Луїджі Капуана, Джованні Верга, Енріко Товес, П’єтро Панкразі, Ренато Серра. Сардинські письменники, зокрема Серджіо Ацені, Джуліо Анджоні та Сальваторе Маннуццу, перебували під значним впливом її творчості, що спонукало їх заснувати те, що пізніше стало відомим як Сардинська літературна весна. У 1947 році художниця Амелія Камбоні отримала замовлення на портрет Деледди, який зараз стоїть біля її будинку в Римі в районі Пінчо.
Місце народження та будинок дитинства Деледди в Нуоро було оголошено будівлею національного надбання та придбано в 1968 році муніципалітетом Нуоро, який у 1979 році передав його Регіональному етнографічному інституту (ISRE) за символічну ціну в 1000 італійських лір. Інститут перетворив будинок на музей пам'яті письменника, і тепер він називається Museo Deleddiano. Музей складається з десяти кімнат, де представлені найважливіші епізоди життя Деледди.

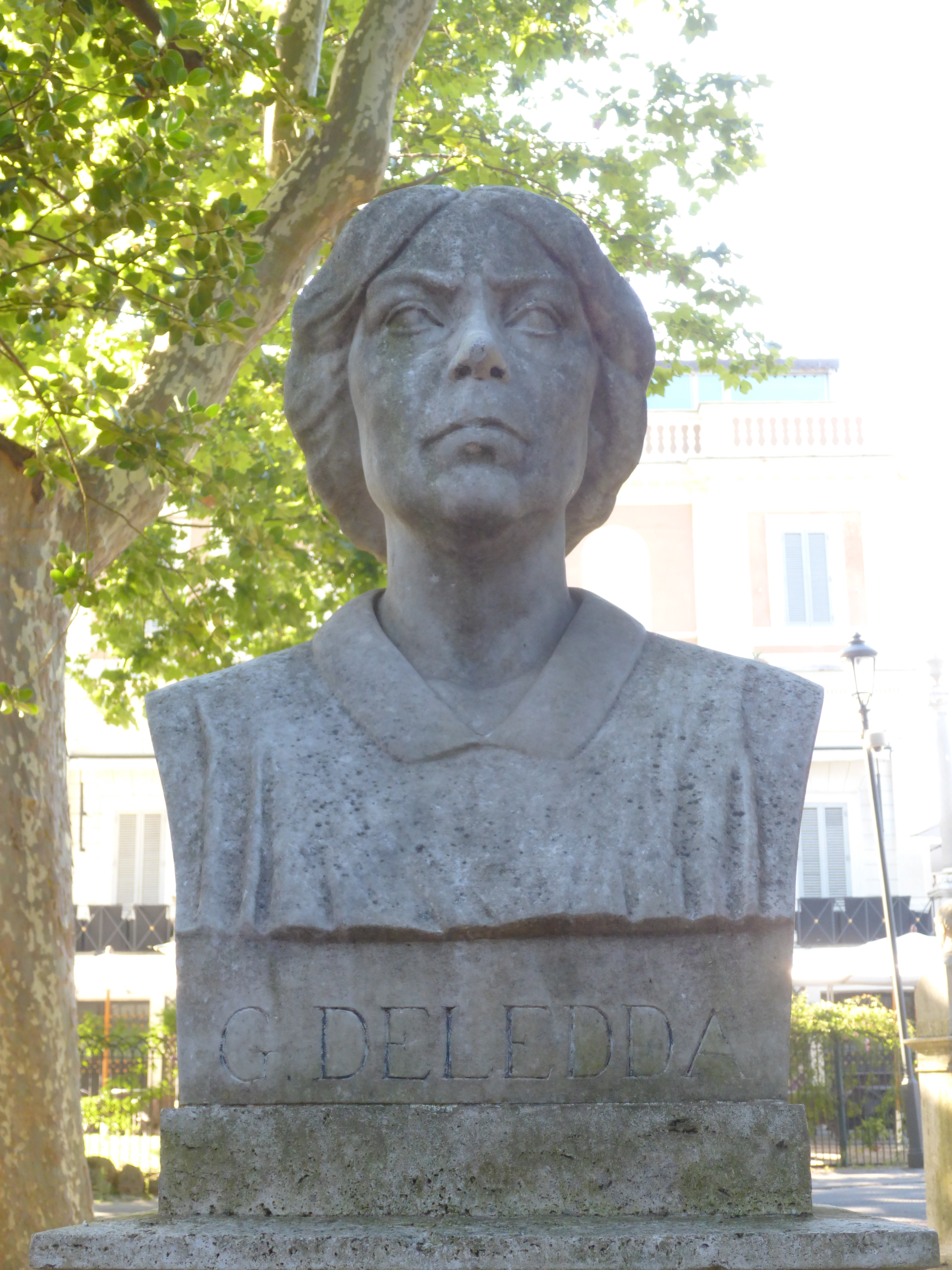
Бюст Грації Деледда роботи Амелії Камбоні, Пінчо, Рим

Вугільна електростанція була відкрита в Портоскузо в 1965 році. Станом на 2013 рік ця електростанція під назвою Grazia Deledda має потужність 590 МВт.
Данина
10 грудня 2017 року Google відзначив її дудлом Google.

## Робота
Життя, звичаї та традиції сардинців займають важливе місце у творах Деледди. Вона часто покладається на докладні географічні описи, а її персонажі часто демонструють сильний зв’язок із місцем свого походження. Багато її персонажів є ізгоями, які мовчки борються з соціальною ізоляцією. Загалом робота Деледди зосереджена на любові, болю та смерті, на яких тримається почуття гріха та фатальності. Її романи схильні критикувати соціальні цінності та моральні норми, а не людей, які є жертвами таких обставин. У її творах можна розпізнати вплив віризму Джованні Верги та, іноді, також декадентизму Габріеле д'Аннунціо, хоча її стиль письма не такий витіюватий. Незважаючи на її новаторську роль в італійській та світовій літературі, Деледда не була визнана письменницею-феміністкою, можливо, через її схильність зображати жіночий біль і страждання на противагу жіночій автономії.

## Основні твори
- Квітка Сардинії / Fior di Sardegna (1892)
- Лихим шляхом / Le vie del male (1892)
- Сардинські оповідання / Racconti sardi (1895)
- Чесні душі / Anime oneste (1895)
- Еліас Портолю / Elias Portolu (1903)
- Після розриву / Dopo il divorzio (1902)
- Попіл / Cenere (1904)
- Ностальгія / Nostalgie (1905)
- Плющ / L'edera (1906)
- Тростини на вітрі / Canne al vento (1913)
- Маріанна Сірка / Marianna Sirca (1915)
- Мати / La madre (1920)
- Втеча до Єгипту / La fuga in Egitto (1925)
- Печатка кохання / Il sigillo d'amore (1926)
- Анналена Білзині / Annalena Bilsini (1927)
- Козіма / Cosima (1937), надрукований після смерті
- Ліванський кедр / Il cedro del Libano (1939), надрукований після смерті

## Переклади українською мовою
Романи: «Плющ» (спочатку в «Літературно-науковому віснику», 1911, томи 54–56, а потім окремим виданням: Київ, 1912, перекладач Леонід Пахаревський), «Лихим шляхом» («Літературно-науковий вісник», 1913, томи 62–64, перекладач Н. К. Кибальчич), «Тростини на вітрі» та «Мати» (останні два під однією обкладинкою; Київ, 1975, перекладачі Віктор Шовкун та Анатоль Перепадя).
- Грація Деледда. Крик уночі: оповідання / З італ. пер. О. Киричинський // «Сучасна чужоземна новела. Альманах». Київ. ДВУ. 1928.
- Грація Деледда. Що то своє дитя: оповідання / З італ. пер. Олена Вороненко // Журнал «Всесвіт» 1998. — № 4 (стр. 189—192).
- Грація Деледда. Чаклун: оповідання («Сардинські оповідання») / З італ. пер. Олеся Веклич // Журнал «Всесвіт» 2016. — № 7/8 (стр. 277—280).
- Грація Деледда. Біла дама: оповідання («Сардинські оповідання») / З італ. пер. Олеся Веклич // «Стиль і переклад» 2017. — № 1 (4).
- Ґрація Деледда. Уночі: оповідання («Сардинські оповідання») / З італ. пер. Олеся Веклич // Журнал «Всесвіт» 2022. — № 1/6 (стр. 231—244).